# Hasami (Nagasaki)
Hasami (波佐見町 Hasami-chō?) es una ciudad ubicada en el distrito de Higashisonogi, prefectura de Nagasaki, Japón.  
Se la conoce como la localidad productora de la Porcelana de Hasami, porcelana de uso diario producida en masa, con la característica de ser ligera y resistente. 

## Geografía
Situada en la parte central de la prefectura de Nagasaki. Ciudad colindante con Sasebo (佐世保市 Sasebo-shi) al oeste, y a una distancia de 65 km de la ciudad de Nagasaki. Al norte y al este hace frontera con la prefectura de Saga.
Actualmente es el único municipio de la prefectura de Nagasaki que no da al mar y también el único que no tiene servicio de ferrocarril. 

## Topónimos
Ex Alto Hasami
- Municipio de Iseki (井石郷  Iseki-gō）
- Municipio de Onigi (鬼木郷  Onigi-gō）
- Municipio de Orishiki (折敷瀬郷  Orishiki-gō）
- Municipio de Kanaya (金屋郷  Kanaya-gō）
- Municipio de Kodaru (小樽郷  Kodaru-gō）
- Municipio de Shuku (宿郷  Shuku-gō）
- Municipio de Nakao (中尾郷  Nakao-gō）
- Municipio de Nagao (永尾郷  Nagao-gō）
- Municipio de Nonogawa (野々川郷 Nonogawa-gō）
- Municipio de Mitsumato (三股郷 Mitsumata-gō）
- Municipio de Muragi (村木郷  Muragi-gō）
- Municipio de Yumuta (湯無田郷  Yumuta-gō）

Ex Bajo Hasami
- Municipio de Kawachi (川内郷  Kawachi-gō）
- Municipio de Sarayama (皿山郷  Sarayama-gō）
- Municipio de Shiori (志折郷  Shiori-gō）
- Municipio de Takebeta (岳辺田郷  Takebeta-gō）
- Municipio de Tanokashira (田ノ頭郷  Tanokashira-gō)
- Municipio de Nagao (長野郷（Nagao-gō, dividido administrativamente por Konagao-gō (甲長野郷)、
Otsunagao-gō (乙長野郷) y Kyōwa-gō (協和郷)
- Municipio de Nakayama (中山郷  Nakayama-gō, dividido administrativamente por el municipio de Hirano (平野郷)
- Municipio de Hiekoba (稗木場郷  Hiekoba-gō)

## Historia

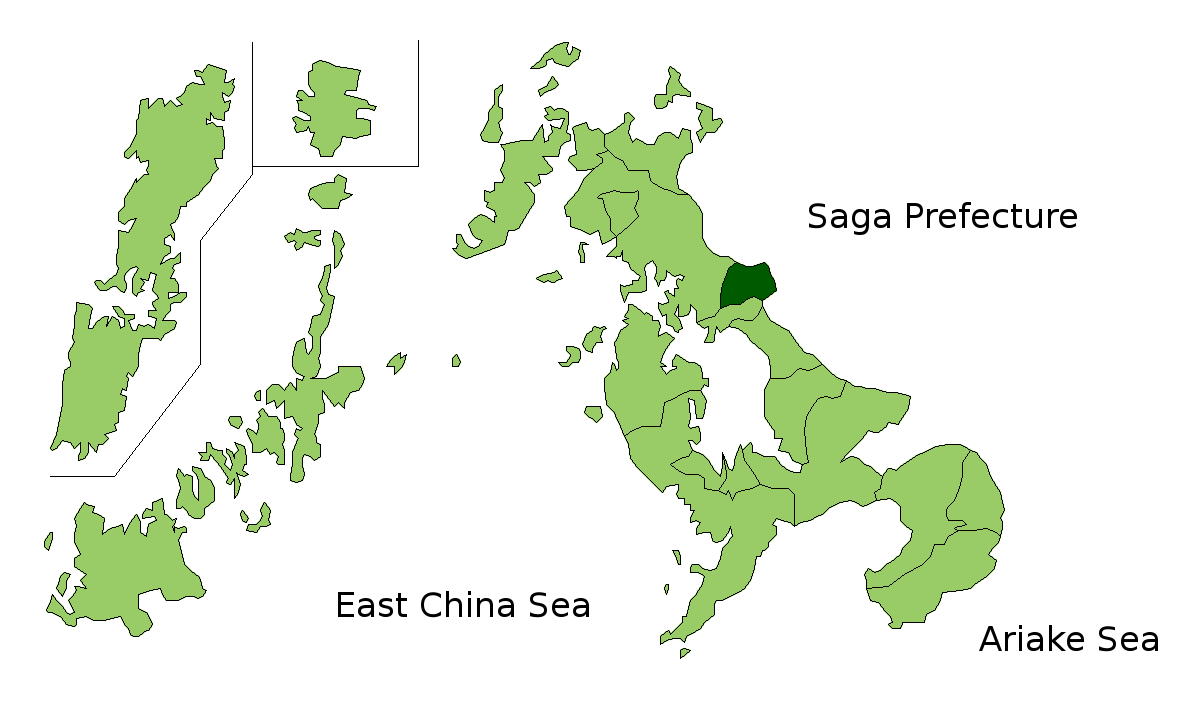
Ubicación de Hasami en la prefectura Nagasaki.

### Edad Moderna y Contemporánea

#### Meiji
Se establece el sistema de ciudades y pueblos con la introducida el 1 de abril de 1889 (año 22 de la Era  Meiji), y la actual Hasami queda dividida en dos pueblos Alto Hasami y Bajo Hasami.

#### Shōwa
- El 3 de noviembre de 1934 (año 9 de la Era Shōwa), el pueblo de Alto Hasami se convierte en ciudad.
- El 1 de junio de 1956 (año 31 de la Era Shōwa), se unifican la ciudad de Alto Hasami con el pueblo de Bajo Hasami y pasa a nombrarse ciudad de Hasami.
- El 2 de abril de 1988 (año 63 de la Era Shōwa pasa a ser escuela hermana con el municipio brasileño de Mauá.

#### Heisei
- El 15 de julio de 1999 (año 11 de la Era Heisei), se crea la alianza de ciudad de intercambio "people-to-people" con la ciudad de Hirakata, en Osaka。

- En abril de 2001 (año 13 de la Era Heisei), llamamiento a consultar la posible anexión de Hasami a la ciudad de Sasebo.

- En marzo de 2002 se crea el Consejo para la anexión voluntaria del distrito de Higashisonogi.
  - Entre agosto y setiembre, la ciudad de Ōmura aprueba la anexión pero la ciudad de Higashisonogi la declina.
  - Se aprueba la propuesta por parte del distrito Higashisonogi de anexión de las tres ciudades de Higashisonogi, Kawatana y Hasami.

- En marzo de 2004 (año 16 de la Era Heisei), Kawatana se retira del consejo de anexió y este queda congelado.
- En julio de 2004, Kawatana vuelve al consejo y este se restaura.

- En marzo de 2005, se disuelve el consejo entre las tres ciudades.

- En abril de 2008 (año 20 de la Era Heisei), propuesta tanteo por parte de la ciudad de Sasebo para la anexión, que es rechazada. 
  - Las operaciones para la tramitación de pasaportes se transfiere de Nagasaki a Hasami y sus habitantes pueden pedir y recoger el pasaporte en la oficina del gobierno central instalada en su ayuntamiento.

- En marzo de 2009, se establece de nuevo el consejo para la anexión del distrito de Higashisonogi a propuesta de los residentes. 
  - Se disuelve el Sindicato de la Amplia Área del Municipio de Sasebo, al cual pertenecía desde su creación en el año 1972.

- En junio de 2009, Hasami y Kawatana proponen la disolución del consejo y este queda en papel mojado.
  - En agosto, Hasami y Kawatana aprueban la disolución pero Higashisonogi se opone. No se llega a un acuerdo entre las tres ciudades y el Consejo queda pospuesto. La realidad es que se considera disuelto.

- El día 20 de octubre de 2010 (año 22 de la Era Heisei), Se crean lazos de amistad e intercambio con la condado coreano de Gangjin-gun al sur de la provincia de Jeolla del Sur, en Corea del Sur.

## Industria
- Se la conoce como la localidad productora de la Porcelana de Hasami. Aunque la ciudad contigua de Arita también es famosa por la producción de porcelana, la porcelana de Hasami es diferente. Durante la Edad Moderna y Contemporánea la porcelana de Hizen, como la de Arita y Hasami, se comercializaban al extranjero a través del puerto más cercano, el de la ciudad de Imari, por lo que se las conocía en conjunto con el nombre de porcelana de Imari.

- Nagasaki Canon  (Canon 100% subsidiaria). La marca Canon establece una planta de producción de cámaras fotográficas en el polígono industrial de Hasami. En marzo de 2010 empezó la producción.

## Sistema de transporte

### Aeropuerto
Aunque el aeropuerto más cercano es el aeropuerto de Nagasaki o el aeropuerto de Saga, no hay transporte público directo desde Hasami. El siguiente aeropuerto en cercanía es el de Fukuoka. Desde allí hay un autocar de línea (vía Sasebo) que va por la autopista Nishi-Kyūshū y en una hora y cuarto llega a las afueras de Hasami (parada Hasami-Arita Interchange). Este autocar funciona igual de bien en las dos direcciones. 

### Ferrocarril
No hay una línea de ferrocarril que pase por la ciudad. La estación más cercana se encuentra al norte, en la ciudad vecina de Arita, la estación de Arita de la línea Sasebo Line-Nishi-Kyūshū Line, de la compañía Kyūshū Railway Co. (JR Kyūshū), o la estación de Mikawachi, de la misma línea pero al oeste de la ciudad de Hasami.
Otra estación, un poco más alejada, es la estación de Kawatana en la línea Omura (JR Kyūshū), al sur. 
Por la estación de Arita para el Semi Express Midori y por la de Kawatana el Express Sea Side Liner.

### Carretera
- Autopista Nishikyushu (西九州自動車道 Nishi-Kyūshū jidōshadō) (Carretera nacional  497). Conecta las ciudades de Fukuoka, Karatsu y Sasebo.

## Lugares históricos y turísticos, festivales, eventos especiales
- Parque de la cerámica, y Museo de la cerámica
- Antiguo Museo de Cerámica
- Restos del horno para porcelana de Hasami Hizen (Monumento Histórico Nacional)
- Hasami Onsen (Onsen)
- Festival de Cerámica de Hasami (29 de abril a 5 de mayo). Donde más de 150 empresas alfareras de la ciudad venden a buen precio cerámica para todos los gustos.
- Festival de Cerámica y del Cerezo de Hasami (primer fin de semana de abril). Parecido al anterior pero no tan multitudinario.